# Schajetet 13

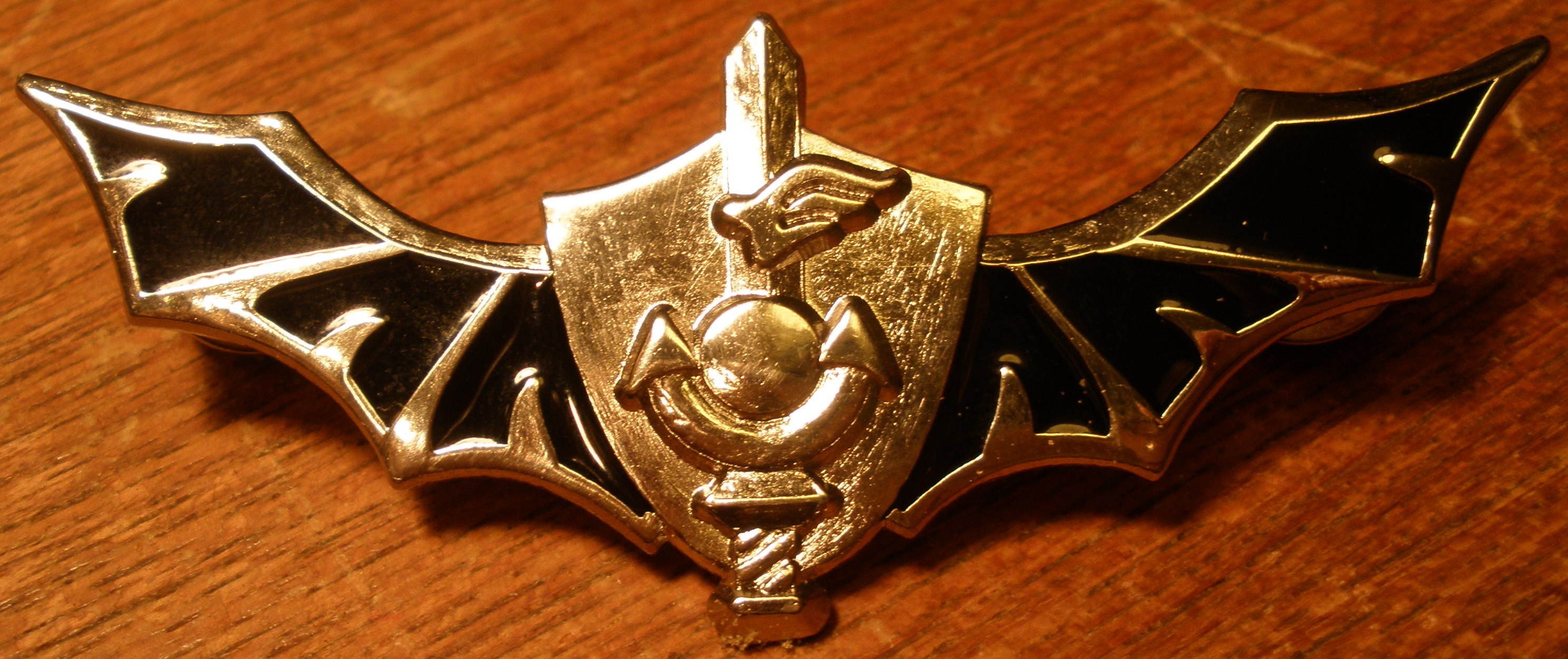
Abzeichen der Flottille 13

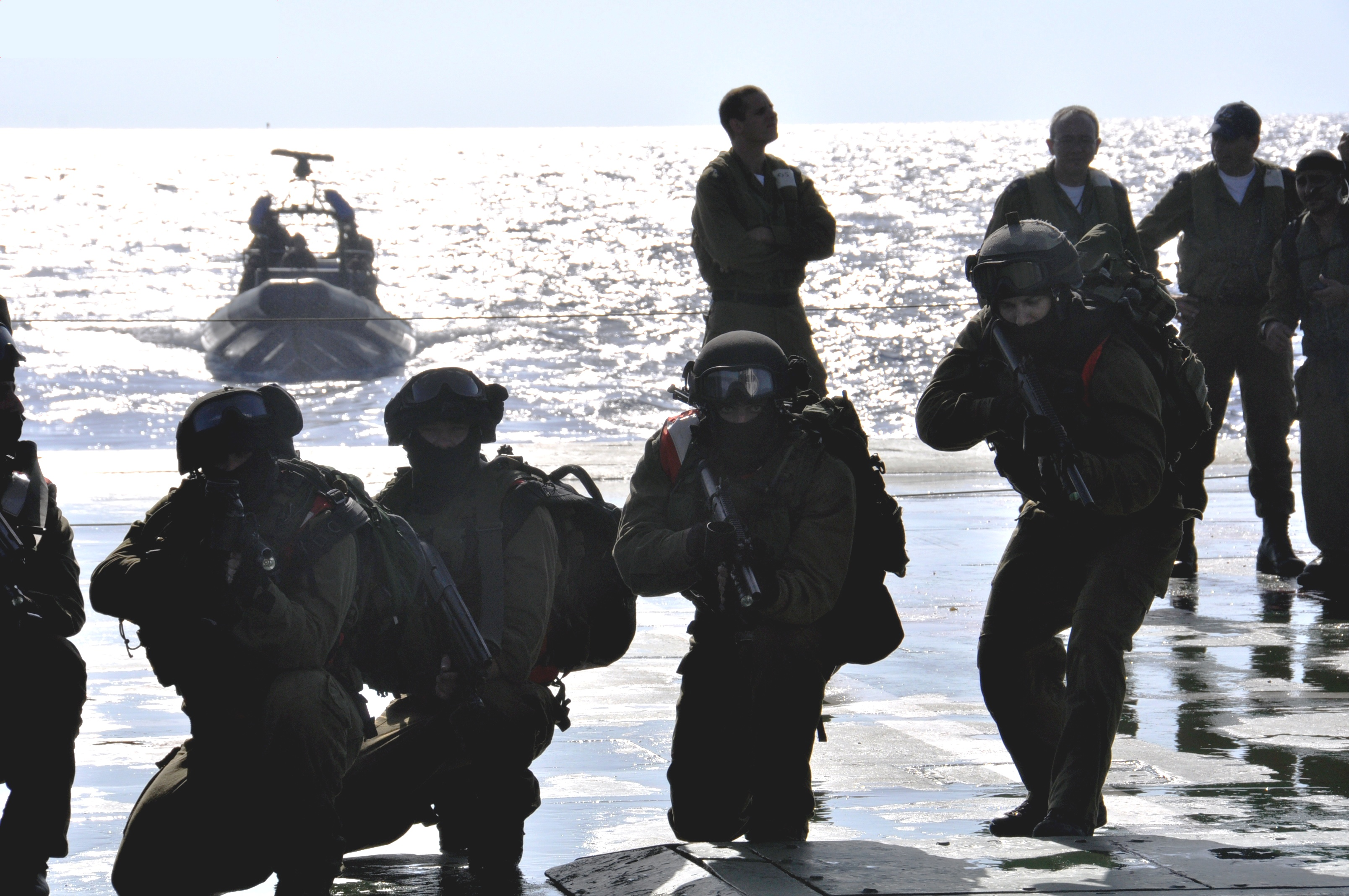
Soldaten der Schajetet 13 während einer Übung im März 2012

Die Schajetet 13 (hebräisch שַׁיֶּטֶת 13, deutsch Flottille 13) ist eine Kampfschwimmereinheit der israelischen Marine für litorale und asymmetrische Kriegführung. Sie gehört neben der Sajeret Matkal des Heeresnachrichtendienstes Aman und der Jechidat Schaldag der israelischen Luftstreitkräfte zu den Kommandoeinheiten der israelischen Streitkräfte. Die Schajetet 13 existiert seit 1949 und hat ihr Hauptquartier in Atlit südlich von Haifa.

## Geschichte

### Aufstellung und die ersten Jahre
Die Schajetet 13 hat ihre Wurzeln in der Ha’Chulya, einer Sondergruppe des Palyam für Sabotageaktionen gegen die britische Mandatsregierung. Mit der Staatsgründung Israels wurde der Palyam aufgelöst und in die israelische Marine übernommen, dabei wurden zwei Sondereinheiten installiert: Die Unterwassersabotage unter der Leitung von Yossale Dror, und die Sprengboote unter der Leitung von Yohai Ben-Nun, dem späteren sechsten Kommandeur der israelischen Marine. Zum 1. Januar 1950 wurden die beiden Sondereinheiten zusammengelegt und daraus die Schajetet 13 gegründet. In den ersten Jahren wurden die Notwendigkeit und die Existenz einer eigenen maritimen Spezialeinheit innerhalb des israelischen Militärs kritisch gesehen, was dazu führte, dass ihr anfangs nur ein geringes Budget zur Verfügung stand.

### Sechs-Tage-Krieg
Der Ausbruch des Sechstagekrieges 1967 traf die Einheit relativ unvorbereitet und in einem eher mittelmäßigen Ausbildungsstand. Das hatte zur Folge, dass eine ganze Reihe von Operationen scheiterte, am spektakulärsten am 6. Mai 1967, als sechs Soldaten der Schajetet 13 durch ägyptische Streitkräfte während einer verdeckten Operation in ägyptisch kontrolliertem Gebiet gefangen genommen wurden. Erst sechs Monate später, im Januar 1968, wurden die Soldaten wieder freigelassen.

### Abnutzungskrieg
1969, während des so genannten Abnutzungskrieges, erlitt die Einheit eine weitere schwere Niederlage, als bei einem Einsatz sechs Soldaten getötet und zehn schwer verwundet wurden. Dies führte zu einem Umdenken und einer Neuausrichtung des taktischen Einsatzkonzeptes und des Ausbildungsschwerpunktes. Ab 1970 wurde nun der Fokus auf ein klassisches Einsatzprofil maritimer Kommandoeinheiten gelegt, auf das Anlanden und die Infiltration von See her. Von da an war die Schajetet 13 verantwortlich für den maritimen Transport anderer Spezialeinheiten zu ihren Einsatzorten und das Aufklären und Beseitigen von Unterwassersicherungseinrichtungen, wie Sperren und Seeminen, griff selbst aber nicht mehr in die Kämpfe an Land ein.

### Operation Frühling der Jugend
Am 9. April 1973, fünf Monate vor dem Jom-Kippur-Krieg, stellte die Schajetet 13 die maritime Komponente bei der Operation Frühling der Jugend, der erfolgreichen nächtlichen Infiltration eines Teams der Sajeret Matkal von See her nach Beirut, welches, unterstützt durch Mossad-Agenten vor Ort, die Verantwortlichen für das Münchener Olympia-Attentat der Terrorgruppe Schwarzer September überfiel und tötete. Anschließend gelang auch die Exfiltration ohne eigene Verluste. Zwar konnten alle Zielpersonen getötet werden, aber etliche unbeteiligte Zivilisten und libanesische Sicherheitskräfte kamen bei dem Gefecht ums Leben.

### Jom Kippur Krieg
Im Jom-Kippur-Krieg vom 6. bis zum 25. Oktober 1973 infiltrierten Schajetet 13 Einheiten die ägyptischen Häfen in Hurghada und Port Said und versenkten fünf ägyptische Kriegsschiffe.

### Operation Brüder
Operation Brüder war der Tarnname einer geheimen Operation des israelischen Geheimdienstes Mossad im Jahre 1979 zur Rettung äthiopischer Juden (Beta Israel). Über eine in der Schweiz registrierte Tarnfirma eröffnete man eine Art Feriendorf namens Arous on the Sea an der sudanesischen Küste bei Port Sudan, das sich gezielt an Tauchsportler richtete. Die Evakuierung der Flüchtlinge wurde zunächst von israelischen Marinekommandos von Schajetet 13 unter dem Vorwand von Nachttauchgängen für Hotelgäste durchgeführt.

### Erster Libanonkrieg
Ab den 1980er Jahren nahmen die Spannungen zwischen Israelis und Palästinensern immer mehr zu. Israel marschierte am 6. Juni 1982 in den Libanon ein (Libanonkrieg 1982) und rückte bis Beirut vor, was dann schließlich 1987 in der Ersten Intifada eskalierte. In der Zeit bis dahin hatte sich die Schajetet 13 in etlichen erfolgreichen Operationen sowohl auf israelischem als auch auf libanesischem Gebiet eine exzellente Einsatzstatistik erarbeitet, bei der sie keine Verluste erlitten hatte. Typische Einsatzmuster waren das erfolgreiche Verhindern der maritimen Infiltration der Hisbollah, die Lokalisierung und das Ausheben etlicher ihrer Führungszentren und das Verminen ihrer bevorzugten Routen nach Israel. Am 8. September 1997 erlitt die Einheit ihre bis dahin größte Niederlage, als sie bei einem eigenen Überfall von einem heftigen Gegenangriff der Hisbollah überrascht wurde und 11 Soldaten verlor, einschließlich des Kommandeurs der Gruppe.

### Zweite Intifada
Während der Zweiten Intifada wurden erstmals wieder Soldaten der Schajetet 13 auch ohne maritimen Bezug in reinen Landoperationen eingesetzt, vornehmlich in Antiterroroperationen im Westjordanland und Gazastreifen. Dabei führten sie in zahllosen Einsätzen gezielte Tötungen von Hamas-Führern durch oder aber entführten diese. Gleichzeitig bekämpften sie auf dieselbe Weise die Gruppierungen Islamischer Dschihad und al-Aqsa-Märtyrerbrigaden, welche sich maßgeblich für die Förderung und den Einsatz von Selbstmordattentätern verantwortlich zeichneten. Trotz dieser Einsatzdichte waren sie auch auf ihrem angestammten Sektor weiter tätig und es gelang ihnen unter anderem die Aufbringung der Frachter Karine A und Santorini, welche große Mengen geschmuggelter Waffen für die palästinensischen Kämpfer an Bord hatten. Die Kaperung der Karine A (Operation Noah's Ark) wurde möglich durch einen Hinweis der CIA und war die diffizilste Operation dieser Art, die die Schajetet 13 je ausführen musste, die sie aber erfolgreich abschloss. In den Jahren 2002 und 2003 gewann der Kommandeur der Schajetet 13 auf Grund der zahlreichen und erfolgreichen Antiterror-Operationen jeweils den Chief-of-Staff-Award (Preis der Stabschefs).

### Zweiter Libanonkrieg
Während des Zweiten Libanonkrieges unternahm die Einheit unter anderem 2006 den Angriff auf die südlibanesische Stadt Tyros.

### Kontroversen
In den letzten Jahren erkrankten auffällig viele Veteranen der Schajetet 13 an Krebs, wahrscheinlich verursacht durch Verunreinigungen des Kischon-Flusses, der in die Bucht von Haifa mündet. Eine Untersuchungskommission wurde eingesetzt, um die Vorwürfe zu prüfen und kam zu dem Ergebnis, dass es keine statistischen Beweise gebe, dass das Tauchen in dem Fluss krebsauslösend sei. Dennoch gewährte der israelische Verteidigungsminister Schaul Mofas den Familien der Betroffenen Entschädigungen.

### Aufbringung des SchiffsKlos-Cim Roten Meer
Am 5. März 2014 brachte die Einheit in einer Geheimoperation das unter panamaischer Flagge fahrende Schiff Klos-C im Roten Meer vor der eritreischen Küste auf und beschlagnahmte die Ladung. Nach israelischen Angaben befanden sich an Bord des aus dem Iran über Irak kommenden Frachtschiffs neben Zement moderne Boden-Boden-Raketen des syrischen Typs M-302 mit einer Reichweite von rund 160 km, die für den Gazastreifen bestimmt waren.

## Auftrag
Die Schajetet 13 ist zu Lande, zu Wasser und aus der Luft einsetzbar. Ihr Einsatzspektrum umfasst Aufklärung und die Abwehr feindlicher Aufklärung, direkte Kampfeinsätze, asymmetrische Kriegführung, Terrorismusbekämpfung und Geiselbefreiung sowie Befreiungs- und Rettungsoperationen.
Asymmetrische Kriegführung umfasst zahlreiche verdeckte Operationen in gegnerisch kontrolliertem oder politisch schwierigem Umfeld, unter anderem Guerilla-Kriegsführung gegen wichtige Ziele hinter gegnerischen Linien, Psychologische Kriegsführung und Sabotage. Dabei ist die Schajetet 13 vor allem auf maritime und küstennahe Umgebung ausgelegt, auf die unerkannte Bewegung zum Einsatzziel durch das Wasser, überfallartige Operationen und den schnellen Rückzug auf dem Wasserweg. Dies soll ihnen den Zugriff auf Objekte ermöglichen, die für größere Verbände nicht oder nur nach schweren Kämpfen erreichbar sind.
Da die Schajetet 13 meist nur in kleinen Teams operiert, haben sie eine geringe Feuerkraft, und können, wenn sie von größeren Einheiten entdeckt werden, leicht aufgerieben werden. Deshalb ist es wichtig, dass sie während des Einsatzes unentdeckt bleiben und ihre Rückzugsroute gesichert ist.

## Organisation
Die Schajetet 13 besteht aus einem verstärkten Bataillon, welches sich aus drei Einsatzkompanien und einigen Unterstützungseinheiten für Ausbildung, Planung, Versorgung zusammensetzt. Die genaue Struktur ist geheim. Die drei Einsatzkompanien sind jeweils auf ein bestimmtes Missionsprofil spezialisiert.

### Kommando-Kompanie
Sie ist spezialisiert auf Überfälle, Infiltration von See, maritimen Antiterrorkampf und Geiselbefreiung.

### Kampftaucher-Kompanie
Sie ist spezialisiert auf alle Arten des Unterwasserkampfes, wie Unterwasseraufklärung von möglichen Landeabschnitten und deren Sicherung, Minenlegen und Entschärfen am Meeresgrund, aber auch für das Anbringen von Haftminen an Schiffsrümpfen und Hafenanlagen sowie maritime nachrichtendienstliche Aufklärung.

### Überwasser-Kompanie
Sie steuert die schnellen Angriffsboote vom Typ Zodiak und auch alle anderen Überwasserfahrzeuge, von denen aus die beiden anderen Kompanien operieren, und ist auf das Absetzen von Einsatzkräften an Land spezialisiert.

## Rekrutierung und Ausbildung
Die Ausbildung dauert ca. 20 Monate und ist wegen ihres maritimen Aspektes, der zu den üblichen Kommandofähigkeiten, welche die Schajetet 13 mit vergleichbaren Einheiten der anderen Teilstreitkräfte gemein hat, hinzukommt, äußerst strapaziös. Das Ausbildungsprogramm unterteilt sich in fünf unterschiedliche Phasen:
1. Grundausbildung und weiterführendes Training der infanteristischen Gefechtsführung bei einer normalen Infanterieeinheit des Heeres (sechs Monate).[2]
2. Sprungausbildung an der Fallschirmsprungschule der 35. Fallschirmjäger-Brigade des Heeres (drei Wochen).[2]
3. Vorbereitungsphase mit allen Aspekten der fortgeschrittenen infanteristischen Gefechtsführung, Waffentraining und den Grundelementen der maritimen Kriegsführung, wie das Steuern kleinerer Boote, Langstreckenschwimmen sowie Gewaltmärsche und Sprengtechniken (drei Monate).[2]
4. Ausbildung zum Kampftaucher. In dieser Ausbildung werden die Grundelemente des Kampftauchens erlernt wie der Umgang mit Kälte, Strömungen, das Tauchen und Orientieren in schmutzigem bis undurchsichtigem Wasser, Orientierung in Hafenbecken und der Umgang mit tauchspezifischen Risikosituationen wie Druck und Tiefe (vier Wochen).[2]
5. Weihe- oder Widmungsphase: In diesem letzten Ausbildungsabschnitt wird der Rekrut mit fortgeschrittenen Tauchtechniken vertraut gemacht, wie zum Beispiel der Umgang mit Kreislauftauchgeräten, mit Unterwassersabotage und -sprengtechniken, dem Anbringen von Minen und deren Entschärfen, Infiltrations- und Exfiltrationstechniken via Luft, Boden und See. Ferner beinhaltet Phase 5 auch einen dreiwöchigen Kurs an der IDF Counter Terror Warfare School, der Schule für militärische Terrorismusbekämpfung, wo der Rekrut alle Aspekte der Geiselbefreiung und des Antiterrorkampfes verinnerlicht. Danach durchläuft er Kurse in Entertechniken und der Gefechtsführung in beengten Raum auf Schiffen, Bohrinseln und in küstentypischen Gebäuden. In dieser Abschlussphase, in der alle vorangegangenen Fertigkeiten nicht nur in Kombination wiederholt und vertieft werden, entscheidet sich, je nach den gezeigten Leistungen, aber auch nach den persönlichen Wünschen der Rekruten, welcher Kompanie er am Ende zugeteilt wird (fast  ein Jahr).[2]

## Ausrüstung
Die Einheit verwendet oder verwendete die Colt M4 mit M203-Granatwerfer. Außerdem werden die Soldaten auch auf Kalaschnikows trainiert da diese vom Gegner verwendet werden. Als Maschinengewehr nutzt die Einheit das IWI Negev.